# Zitkala-Ša
Zitkala-Ša (lakota jezik: Crvena Ptica), kasnije poznata kao Gertruda Bonin (22. februar 1876 − 26. januar 1938) je bila spisateljica, učiteljica, muzičarka i aktivistkinja za prava američkih starosedelaca.
Zitkala-Ša je bila treće dete Sijuks Indijanke Tejt Ajovin (lakota jezik: Posegni-za-Vetrom; građansko ime: Elen Simons) i oca belca. Rođena je i odrasla je pod imenom Crvena Ptica (lakota jezik: Zitkala-Ša) u Jankton Sijusks rezervatu. Zitkala-Ša je živela tradicionalnim načinom života do svoje osme godine kada je napustila rezervat da bi pohađala kvekersku misionarsku školu za Indijance u Vabašu, Indijana. Godine provedene u misionarskoj školi napravile su od nje „ni divlju, ni pitomu Indijanku“, kako je kasnije sebe opisala u „Školskim danima indijanske devojčice“. Nakon toga, tada već kao Gertruda Bonin, je nastavila školovanje na Erlham koledžu želeći da postane učiteljica. Onda prelazi u Boston, gde upisuje Nju Ingland muzički konzervatorijum. Kao studentkinja Bostonskog konzervatorijuma 1900. godine je bila u Parizu i nastupala kao solistkinja na violini na Svetskoj izložbi.
Vremenom se posvetila pisanju i borbi za dobrobit svog naroda. Godine 1901. izdala je zbirku priča pod nazivom „Stare indijanske legende“. Putem autobiografskih eseja koje je objavljivala u mesečniku „Atlantik“, Zitkala-Ša je javno počela da izražava nezadovoljstvo načinom na koji su se država i crkva ophodile prema njenom narodu. 1902. godine je napisala esej pod naslovom „Zašto sam paganka?“ u kome je na slikovit način opisala svog žalosno obmanutog rođaka. 1913. godine je komponovala prvu indijansku operu „Ples Sunca“.
U sklopu borbe za indijanska prava, odlazi da radi kao službenica u rezervatu Stojeća stena, gde se udala za svog sunarodnika Reja Bonina. Sa suprugom prelazi u indijanski rezervat u Juti, gde su četrnaest godina zajedno sarađivali u borbi za poboljšanje položaja svojih sunarodnika. Zalagala se za donošenje i poštovanje zakona, zapošljavanje Indijanaca u Birou za indijanska pitanja, isplata nadoknade za zemlju po odredbama sporazuma koje je vlada sklopila sa indijanskim plemenima i očuvanje istorije njenog naroda. Kasnije je propagirala potpunu jednakost i ukidanje Biroa za indijanska pitanja.
1916. godine je imenovana za sekretara Udruženja američkih Indijanaca i tada sa mužem prelazi u Vašington. Malo posle toga, njen suprug gine u Prvom svetskom ratu u vojsci Sjedinjenih Država. Gerdtruda Bonin, kao sekretar i urednik „Magazina američkih Indijanaca“, nastavlja da se bavi kontroverznim pitanjima kao što su bili pravo glasa, učešće Indijanaca u Prvom svetskom ratu u vojsci Sjedinjenih Država, korupcija u Birou za indijanska pitanja i raspodela plemenske zemlje. O tim temama je držala je predavanja širom zemlje. 1921. godine je objavila zbirku pod nazivom „Priče američkih Indijanaca“, u kojoj je sakupila pojedinačne priče i eseje koje je pre toga objavljivala u časopisima. 1930. osnovala je Indijansko nacionalno veće kojim je predsedavala sve do svoje smrti 1938. godine.

## Spoljašnje veze
- Zitkala-Ša[мртва веза]